# Fernand Thouvignon
Fernand Thouvignon, né le 23 janvier 1904 dans le 8e arrondissement de Paris et mort le 16 avril 1979 à Bordeaux, est un assureur et historien et philatéliste français. Il est le huitième président de la société de Borda.

## Biographie
Ferdinand Thouvignon naît le 23 janvier 1904 à Paris. Il s’installe à Saint-Sever en avril 1931, « l’air des Landes lui ayant été recommandé pour sa santé ». Il devient assureur (il est le créateur d’un « important portefeuille d’assurance ») et il est élu président de la chambre syndicale des assureurs landais. Il s’implique dans le développement du tourisme dans le département en créant des syndicats d’initiative en collaboration avec Antonio Aparisi-Serres, président du syndicat d’initiative de Dax. Ce dernier, également président de la Société de Borda, l’y fait rentrer en 1940.
Au sein de la société, il met en place des excursions commentées dans le département. Il en devient le secrétaire, le vice-président puis le président, au décès d’Antonio Aparisi-Serres, en 1956. Il organise des congrès, des séances extraordinaires et des célébrations de centenaires, dont celui de la société en 1976. Il est également vice-président de la Fédération historique du Sud-Ouest, membre de l’Académie de philatélie et il obtient l’émission de timbres à l’effigie de Vincent de Paul et de la Dame de Brassempouy.  Il est un des principaux acteurs du développement de la Société de Borda à cette époque. Il en est le président pendant 22 ans, jusqu’à sa mort, pendant le congrès national des sociétés savantes, le 16 avril 1979, à Bordeaux.

## Distinctions
Pour ses publications et son implication des sociétés savantes, il est décoré :
- Chevalier de l'ordre des Palmes académiques ;
- Officier de l'ordre des Palmes académiques ;
- Chevalier de l'ordre des Arts et des Lettres ;
- Officier de l'ordre des Arts et des Lettres.

## Publications
- Un directeur de la poste aux lettres victime de son obligeance, Dax, Labèque, 1946, 4 p. (présentation en ligne).

- Contribution aux recherches sur les origines régionales de la poste aux lettres, Dax, Pradeu, 1948, 11 p. (présentation en ligne).
- La Petite poste et la poste maritime de Bordeaux, Dax, Pradeu, 1951, 12 p. (lire en ligne).
- La Poste aux lettres en Béarn et Bigorre au XVIIe et XVIIIe siècles, Dax, Pradeu, 1953, 14 p. (présentation en ligne).
- Henri IV créateur de la poste aux lettres. Son contrôleur général, puis général des postes Guillaume Fouquet, sieur de la Varane, Dax, Pradeu, 1954, 10 p. (présentation en ligne).
- La poste aux lettres au XVIIIe siècle dans le futur département du Gers : marques postales d'Ancien régime, avec la reproduction des marques postales utilisées et l'indication de la valeur de chacune d'elles, Auch, Cocharaux, 1955, 31 p. (BNF 31466430, lire en ligne).
- Les Services de la poste aux lettres au XVIIIe siècle dans le sud-ouest de la France, Paris, Imprimerie nationale, 195, 5 p. (présentation en ligne)
- La Poste aux lettres en Gascogne - Dans le département du Gers, du Consulat aux Trois Glorieuses, Auch, Cocharaux, 1960, 37 p. (présentation en ligne).
- Avec Émile Daru, À propos du procès en Cour d'assises d'un républicain dacquois, 1833, Gustave Vergers, 1802-1882, préfet de la Seconde République, Auch, Cocharaux, 1961, 43 p. (BNF 36254082).
- Poste aux chevaux et poste aux lettres en pays d'Orthe, Auch, Cocharaux, 1962, 17 p. (présentation en ligne).
- Oblitérations des timbres-poste de 1849 à 1876. Bureaux crées de 1876 à 1895. Les numéros blancs. Retour à l'envoyeur, Pau, Cocharaux, 1962, 11 p. (présentation en ligne).
- La Poste aux chevaux dans les Basses-Pyrénées, Pau, Marrimpoey, 1966, 6 p. (présentation en ligne).
- Poste aux lettres et poste aux chevaux, Aire-sur-l’Adour, Castay, 1967, 21 p. (présentation en ligne).
- Introduction de David Chabas, Villes et villages des Landes, Capbreton, Chabas, 1968, 448 p. (BNF 32946040, lire en ligne).
- Les Relations postales franco-espagnoles de la Révolution de 1789 à l'Union Postale Universelle, Paris, Bibliothèque nationale de France, 1971, 25 p. (présentation en ligne).
- Avec Gérard Desmoulins, Sites et monuments du Pays de Gosse, Aire-sur-l’Adour, Castay, 1974, 29 p. (SUDOC 159646057).
- Poste aux chevaux et poste aux lettres dans le département des Landes sous la Monarchie de Juillet, Aire-sur-l’Adour, Castay, 1977, 18 p. (présentation en ligne).

Il est également l’auteur de nombreux articles dans l’Écho de la Timbrologie et dans le Bulletin de la Société de Borda.